# Rowoharjo
Rowoharjo is een bestuurslaag in het regentschap Nganjuk van de provincie Oost-Java, Indonesië. Rowoharjo telt 3046 inwoners (volkstelling 2010).